# Козлов, Борис Петрович
Борис Петрович Козлов (31 мая 1938, Химки, РСФСР, СССР — 4 мая 2013, Химкинский район, Московская область) — советский, российский спортсмен и тренер. Мастер спорта СССР по конному спорту (конкур) (1960). Чемпион Москвы (1956), неоднократный призёр первенств ЦС «Спартак» и «Буревестник». Заслуженный тренер РСФСР (1986) по современному пятиборью.

## Биография
Конным спортом начал заниматься в 13-летнем возрасте. В Конно-спортивную школу «Спартак» (железнодорожная станция «Планерная», Октябрьская железная дорога) он пришёл в 1951 году. Первый тренер Глазунов Георгий Николаевич. В то время конный спорт начал бурно развиваться в Советском Союзе и школа начала принимать участие в соревнованиях и готовить молодых спортсменов. В начале 50-х годов на основе спортивной конной школы «Спартак» была организована КСБ «Планерная» (Комплексная спортивная база").
Уже через год после начала занятий Борис выполнил норму 3 взрослого разряда, а в 1955 стал перворазрядником. В это время его тренером стала Г. И. Гвоздева.
Галина Иннокентьевна Гвоздева — это легенда советского конного спорта. Заслуженный мастер спорта СССР, вторая обладательница этого звания в истории советского конного спорта после Александры Левиной. Тренер, судья всесоюзной категории. Конным спортом начала заниматься в 1923 году. Четырёхкратная чемпионка СССР по конкуру. В 1935 вместе с Игорем Яковлевичем и Ниной Юрьевной Коврига, Александром Александровичем Рябиковым принимала активное участие в создании конно-спортивной школы общества «Спартак», которой она была верна 60 лет своей спортивной жизни. Неоднократно Галина Гвоздева была капитаном команды, затем тренером, а с 1969 по 1973 годы — старшим тренером школы. Галина Иннокентьевна воспитала более 1000 разрядников и двадцать одного мастера спорта. Среди её учеников — члены сборной команды страны, чемпионы СССР и Спартакиады народов СССР.
Именно под руководством Гвоздевой Г. И. Борис стал победителем Кубка Москвы, призёром первенства ЦС «Спартак» и наконец в 1960 году выполнил норматив «Мастер спорта СССР». Это произошло на матчевой встрече «Высший класс», где он занял 3 место, имея на маршруте 3 штрафных очка.
Потом была служба в Вооруженных Силах в Республике Азербайджан, но и там он продолжал заниматься любимым конным спортом, выступая за сборную республики. После демобилизации Борис вернулся на родную Планерную и продолжил занятия спортом и одновременно перешёл на тренерскую работу с группами конного спорта и современного пятиборья.

## Тренерская работа
В 80-х годах в Советском Союзе начало развиваться женское современное пятиборье. Основная подготовка женской сборной команды СССР к международным стартом проходила на базе «Планерная» и Борис Петрович был привлечен в качестве тренера по конной подготовке. В период с 1984—1986 годы женская сборная добилась выдающихся успехов. Наши спортсменки завоевали титулы чемпионов мира 1984 (команда и Светлана Яковлева в личном зачете), Ирина Киселева — 1 место в личном первенстве (1986) и серебряная медаль (1985), Татьяна Чернецкая — победительница I Игр Добров Воли. За эти достижения группе тренеров были присвоено звания заслуженных тренеров СССР и РСФСР.
Борису Петровичу Козлову было присвоено почетное звание "Заслуженный тренер РСФСР (России).
В 1985 году на ОУСЦ «Планерная» (Олимпийский учебно-спортивный центр) Минеевым Виктором Александровичем было организовано отделение женского пятиборья. Вместе с ним тренерами работали его ученики Карташов Алексей и Миронов Сергей. Конной подготовкой занимался Козлов Борис Петрович.
В этой группе тренировались и успешно выступали на международных и внутрисоюзных соревнованиях спортсменки-пятиборки:
- Заслуженный мастер спорта, чемпионка мира и Европы, чемпионка России Колонина (Наумова) Марина;
- Мастер спорта России международного класса, серебряный призёр чемпионата Европы (1993), двукратная чемпионка СССР (1988 лично, 1991 в команде), первая чемпионка России (1993) Болдина Екатерина;
- Мастер спорта СССР, чемпионка СССР в команде (1991), вице-чемпионка СССР (1988 лично) Литвинова Татьяна;
- Мастер спорта СССР, бронзовый призёр чемпионата мира среди юниоров (1990), серебряный призёр молодёжного первенства СССР (1988) Елена Городкова;
- Мастер спорта СССР, неоднократный призёр чемпионатов Москвы Котельникова А. Н.;
- Кандидат в мастера спорта СССР, победитель чемпионата Москвы (1991) Елизарова А. В. и многие другие.

Трудовой тренерский стаж более 40 лет. Борис Петрович работая тренером прививал детям любовь, уважение к спорту и к лошадям. Многие его воспитанники, сами ставшие родителями приводили своих детей заниматься конным спортом и современным пятиборьем.
Борис Петрович Козлов скоропостижно скончался 4 мая 2013 года, совсем немного не дожив до своего 75-летия. Урна с прахом захоронена в колумбарии на Новолужинском кладбище в городе Химки.

## Спортивные звания
Мастер спорта СССР (1960).
Заслуженный тренер РСФСР (России) (1986).